# Роберт Вальзер
Ро́берт Ва́льзер (нім. Robert Walser, 15 квітня 1878, Біль, Швейцарія — 25 грудня 1956, поблизу Герізау, Швейцарія) — швейцарський німецькомовний письменник і поет.
Робер Вальзер писав вірші, романи, п'єси, оповідання. За життя був малознаним, проте його творчість високо цінували такі авторитетні письменники як Франц Кафка, Герман Гессе і Роберт Музіль. Справжнє відкриття Роберта Вальзера-письменника відбулося у 1960-х роках. Відтоді його ім'я незмінно називають серед найважливіших у німецькомовних літературах ХХ століття.

## Життя і творчість

### 1878–1904
Роберт Отто Вальзер став сьомою дитиною в родині Адольфа Вальзера (1838–1914) й Елізи Вальзер (1839–1894, дошл. прізвище Марті). У нього було п'ятеро братів: Адольф, Германн, Оскар, Ернст, Карл й дві сестри: Ліза й молодша Фанні. Сім'я жила у  місті Білі, де й досі співіснують німецькомовне й  франкомовне середовища. Батько був палітурником, торгував папером і дитячими забавками. 1884–1892 років Вальзер навчався у початковій, а згодом  середній школі. Він був добрим учнем, мав каліграфічний почерк, опанував французьку й італійську мови і мав усі шанси стати гімназистом. Але через брак коштів мусив відмовитися від гімназії й протягом 1892–1895 років здобував професію у філії Бернського кантонального банку Біля. 1894 року помирає матір, яка була душевно хворою. 1895 Роберт вирушає до Базеля, а звідти — у Штутгарт, де навчається його брат Карл, який згодом стане відомим художником і сценографом, ілюстратором творів брата. Роберт хоче бути актором: у школі він захопився театром. Але спроба не вдається, через рік юнак пішки повертається до Швейцарії й  у листі до сестри Лізи пише, що має намір стати великим поетом. Юний Вальзер часто міняє адреси і місця роботи. Він працює писарем й асистентом у різних приватних і державних установах Цюриха, Вінтертура, Туна, Золотурна й інших міст. 1898 року його вірші  публікує бернський часопис «Bund». Кілька разів Вальзер навідує Німеччину, кілька драматичних і ліричних творів молодого автора публікує мюнхенський часопис «Insel». На замовлення видавництва «Insel» у Ляйпціґу молодий автор пише історію для дітей, а 1904 року в цім видавництві з'являється і його перша книжка «Твори Фріца Кохера» (нім. Fritz Kochers Aufsätze), що складається з невеличких етюдів на різні теми.

### 1905–1912
Від 1905 Вальзер осідає в Берліні у брата Карла, на той час уже відомого художника, який знайомить його з мистецьким середовищем. Вальзер навчається у школі лакеїв, три місяці працює слугою у  Верхній Сілезії, в замку Дамбрау. Повернувшись до Берліна 1906, працює над романом «Діти родини Таннер» (нім. Geschwister Tanner). Роман опублікований 1907 року у видавництві Бруно Кассірера. Критик Відманн називає роман «откровенням», хвалячи автора за свіжість і душевність письма. У цьому ж видавництві протягом наступних двох років виходять ще два романи: «Помічник» (нім. Gehülfe, 1908) та «Якоб фон Ґунтен» (нім. Jakob von Gunten, 1909). Згодом Макс Брод, з яким Вальзер листувався з приводу своїх публікацій у Prager Tagblatt, пише: «Абсолютно несправедливо канули в забуття романи Роберта Вальзера, хоча невеликі твори цього визначного письменника можна прочитати у багатьох газетах. Слід нагадати, що його романи «Gehülfe» та «Geschwister Tanner» належать до найніжніших і найцілісніших творінь німецького красного письменства». Однак за життя Вальзер не опублікує більше жодного роману. 1909 року в Бруно Кассірера вийшла його поетична збірка «Вірші» (нім. Gedichte, 1909). Фейлетони Роберта Вальзера публікуються в популярних часописах Берліна, Цюриха, Праги («Die neue Rundschau», «Berliner Tageblatt», «Prager Tagblatt», «Simplicissimus» та ін.). Редактором його книжок цього періоду є Крістіан Моргенштерн. Згодом захоплені відгуки про ці романи  висловлять Роберт Музіль і Курт Тухольський, Вальтер Беньямін і Сьюзен Зонтаґ, а Герман Гессе і Франц Кафка називатимуть Вальзера своїм улюбленим письменником.   

### 1913–1928
В особистості Вальзера дивним чином поєднуються різні грані. З одного боку він — певний свого літературного таланту письменник, який, крім романів і малої художньої прози, пише фейлетони, що публікуються в періодиці німецькомовного світу,  з іншого — дрібний службовець і лакей, який миє вікна, вибиває килимки, чистить взуття й прислуговує за столом. Стосунки з братом Карлом погіршуються, в Берліні стає незатишно. 1913 Роберт Вальзер повертається до Швейцарії, після кількамісячного побуту в сестри Лізи поселяється в рідному місті Білі, у крихітній мансарді готелю «Блакитний хрест». У цей час у видавництві Курта Вольфа в Лейпцигу з'являється його книжка «Твори» (нім. Aufsätze). 1914 року виходить третя книжка малої прози «Історії» (нім. Geschichten). Це час самотності й утрат:1914 помирає батько, 1916 року — брат Ернст в психіатричній клініці, 1919 накладає на себе руки брат Германн. 1914 року Вальзер знайомиться з пралею Фрідою Мармет, з якою листуватиметься наступні п'ятнадцять років: його листи будуть сповнені прохань про допомогу, еротичних (іноді мазохістичних) фантазій і туги за домашнім затишком. У цей час він пише переважно малу прозу. 1917 року у видавництві «Huber Verlag» виходить «Прогулянка» (нім. Der Spaziergang) — мабуть, найвідоміший, перекладений багатьма мовами твір Роберта Вальзера. Українською книжка вийшла 2013 року в перекладі Андруховича Юрія Ігоровича у видавництві Meridian Czernowitz. 1917 року в цюрихському видавництві «Rascher&Cie» опублікована перша швейцарська книжка Роберта Вальзера «Прозові твори» (нім. Prosastücke). 1918 у видавництві «Huber Verlag» опублікований збірник малої прози «Життя поета» (нім. Poetenleben); критика сприйняла книжку суперечливо. Берлінське видавництво Бруно Кассірера публікує 1919 року твір «Комедія» (нім. Komödie). У видавництві «Rascher» 1920 року з'являється збірник «Край озер» (нім. Seeland). Цю книжку автор називає найбільш швейцарською з усіх ним написаних. 1921 року Вальзер переселяється до Берна, кілька місяців працює службовцем в архіві, пише роман «Theodor», що не зберігся. У Берні він часто міняє адреси й місця роботи. Його матеріальне й екзистенційне становище  ускладнюється. Кілька видавництв відхиляють його книжки. Вальзер публікує фейлетони в періодичних виданнях («Berliner Tageblatt», «Prager Presse», «Individualität»). Нарешті у берлінському видавництві «Rowohlt» виходить «Троянда» (нім. Die Rose, 1925) – книжка короткої прози й мініатюр: остання, з укладених автором.

### 1929–1956
У січні 1929 року сестра Ліза помістила хворого брата у психіатричну клініку  Вальдау, поблизу Берна. Причиною була нібито шизофренія, психоз зі слуховими галюцинаціями й кататонією. 1933 року письменника  перевели у клініку Герізау кантону Аппенцелль, звідки походив батько. Тут Роберт Вальзер провів 23 роки, до смерті 25 грудня 1956 року. До літературної творчості в ці роки він більше не повертався.  Влітку 1936 року Вальзера у клініці відвідав Карл Зееліґ, письменник і меценат з Цюриха, який став його другом і доброчинцем. Зееліґ відвідував Вальзера усі роки його перебування в Герізау, супроводжував його у численних прогулянках, провадив з ним бесіди, а згодом перебрав над ним опікунство. 1957 року Карл Зееліґ видав свою книжку «Мандрівки з Робертом Вальзером» (нім. Wanderungen mit Robert Walser), уклав перший багатотомник прозових творів Вальзера, що називався «Поезія в прозі» (нім. Dichtungen in Prosa). По смерті письменника Зееліґ заопікувався його літературною спадщиною.    

## Тематика, поетика, стиль
Вичерпну й різносторонню характеристику творчості Вальзера і її рецепції дає нова праця колективу літературознавців «Robert Walser Handbuch. Leben — Werk – Wirkung». Її уклав Лукас Марко Ґізі.  Фахівці одностайні в тім, що важливу роль у прозі Вальзера грає автобіографічність: у багатьох творах письменник звертається до світу свого дитинства, описує родинне оточення («Fritz Kochers Aufsätze», «Geschwister Tanner», «Das Kind», «Der Teich» й і.). Як і він сам, герої його романів берлінського періоду заробляють на життя, працюючи писарями й рахівниками, дрібними службовцями в бюро, слугами. Тлом творів Вальзера цього часу є модерний світ початку ХХ століття, атмосфера й стосунки в  різних інституціях, де автор був дрібним службовцем. Пізніші твори («Der Spaziergang», «Das Seeland», «Poetenleben» тощо) теж містить чимало фактів з біографії автора. Вальзер пише: «На мою думку, кожен мій прозовий твір —  не що інше, як частина довгої, реалістичної історії, що позбавлена дії. Ці ескізи, що я їх час до часу роблю, стають меншими чи більшими розділами роману. Роман, який продовжую писати, завжди той самий: його можна означити як вигадливо розрізану або пошматовану  «Я-книжку». Однак, за словами дослідника творчості Вальзера Бернарда Ехте, його тексти «постійно коливаються між розкриванням і приховуванням себе самого» . Про це свідчать і слова самого Вальзера: «Я завжди намагаюся здаватися кимось, ким не є, і в мені це впадає у вічі». Або: «Ніхто не має права поводитися зі мною так, ніби він мене знає». У прозі Вальзера мало динамічних дій і діалогів, головною у його письмі є сама тканина мови й саморефлексія. Стилістична відкритість, конвенційність, подекуди майже наївність чергуються з рафінованою іронічністю й самоіронією, точними і влучними формулюваннями прихованих зв'язків між феноменами й речами зовнішнього і внутрішнього світів. «Вальзер немислимий без орнаменталістики, декоративності, вдавання у незначні деталі», пише дослідник творчості письменника Йорґ Аманн. Справді, Вальзер багатослівний, він щедро описує своє оточення, рефлексує над буденними банальними речами. Але саме завдяки інтенсивності мови його твори набувають абстрагованого художнього звучання. Про роман «Помічник» Герман Гессе писав: «Хоча й сповнена настроїв початку століття, ця оповідь підкорює нас непідвладною часові грацією, ніжною, невимушеною магією, з якою буденне переноситься у сферу душі й таємниці… Таке зачудування звичайним не донесеш жодному професорові, якщо він на нього не здатний…». Окрім того, дослідники говорять про «поетику замовчування» (Маріон Ґеес) — особливу манеру письма Вальзера, що попри видиму багатослівність, залишає у читача  враження недомовленості або заперечення сказаного раніше. Подібні особливості письма дають літературознавцям підстави вважати Роберта Вальзера одним з ключових авторів модернізму.

## Цитати з новели «Прогулянка»
«Багато я дав би… за те, щоб цією жертвою відновити на світі старе добре відчуття честі, задоволення старою доброю достатністю, повернути суспільству і країні оті порядність і скромність, які, на превеликий жаль усіх позитивно налаштованих людей, було безперечно втрачено. До дідька з нікчемним прагненням здаватися чимось більшим, ніж ти є. Це справжня катастрофа, від якої землею ширяться війни, смерть, нужда, ненависть, біль і яка на всьому, що існує, насаджує прокляту маску люті й підлості».
«Найпристойніший із нас, мабуть, не заперечить, що йому також іноді хочеться трохи непристойностей. На щастя, всі ми люди й тому так легко це собі пробачаємо. Завжди можна послатися на загальне ослаблення організму».
«Такі, як Ви, не шанують ні віку, ні заслуг, ні жодною мірою праці. Такі, як Ви, шанують гроші — причому так, що вже не здатні пошанувати щось інше. Той, хто працює чесно, хто спромігся на ретельні зусилля, в очах таких, як Ви, абсолютний віслюк…Ви зраджуєте довіру, не дотримуєте слова, бездумно завдаєте моральної шкоди всім, хто має з вами до діла, під прикриттям благодійності безжально визискуєте, провалюєте службові обов'язки і зневажаєте службовців, до того ж Ви страшенно нестійкий, ненадійний і демонструєте риси, що їх можна вибачити хіба що якомусь дівчиську, та ніяк не чоловікові».
«Пристойність наказує нам зважати на те, щоб ставитися до самих себе з такою ж вимогливістю, як і до інших, і щоб судити інших так само помірно та м'яко, як себе самих, а як відомо, до останнього ми схильні повсякчас і несвідомо».
«Й коли я отак споглядав землю, повітря й небо, мене навідала печальна й невідпорна думка, що я ув'язнений між землею й небом, що всі ми таким чином нещасні бранці, що в нас немає ніякого шляху на інший бік, крім того, що веде через могилу. Тож усе на світі, все це багате життя з його радощами, приязні мудрі барви, захват і щастя, всі ці людські цінності, родина, друг і кохана, прозоре й чисте повітря з його божистими видивами, батьківська оселя і милі лагідні вулички одного дня минуть і зникнуть, як сонце високо в небі, як місяць, як серця й очі людей. Я довго думав про це і в думках просив пробачення у всіх, кому міг завдати болю».

## Мікрограми
Свої твори для публікацій Роберт Вальзер писав пером від руки. Уже після смерті письменника 1956 року знайдені так звані мікрограми – 526 листків різної величини, списані олівцем, крихітним почерком. У розшифрованому вигляді це близько 4000 сторінок замальовок, віршів, прози. Серед написаного – роман «Der Räuber» («Розбійник») і т. з. «Felix-Szenen» («Сцени з Феліксом»). «Розбійник» – остання перекладацька робота відомого українського перекладача Логвиненка Олексія Потаповича. Мікрограми поставали протягом останнього бернського періоду творчості письменника, автор розглядав їх як своєрідні заготовки до майбутніх творів. Виявивши мікрограми, літературознавці сприйняли їхній шрифт за тайнопис, розшифрувати який неможливо. Однак згодом виявилося, що це письмо – дуже дрібний готичний курсив, розшифровування якого коштувало дослідникам чимало зусиль. Літературознавці Бернгард  Ехте і Вернер Морланґ розшифровували мікрограми понад п'ятнадцять років, 2011 року їх опублікувало видавництво «Suhrkamp» (Зуркамп). 

## Рецепція
За життя Роберта Вальзера його твори не були особливо популярними серед широкого кола читачів. До цієї обставини письменник ставився амбівалентно. В одному з листів він пише: «З одного боку, мені шкода, що я не популярний автор, а з іншого, – не шкода зовсім… У тім, що розуміють під успіхом, я вбачаю найприкрішу перешкоду на шляху до справжньої культури. Успіх – абсолютний варвар, і то в же за своєю суттю». Після переведення у клініку Герізау Вальзер назавжди припинив писати, що сприяло згасанню читацького інтересу до його творчості. 1947 року в Цюриху вийшла перша біографія письменника «Robert Walser, der Poet», яку написав Отто Ціннікер. 1966 року, після загибелі Карла Зееліґа, була заснована фундація його імені, завдяки якій літературознавча праця зі спадщиною Роберта Вальзера значно пожвавилася. Від 1966 року німецький літературознавець Йохен Ґревен збирав тексти Вальзера в газетах і часописах. До 1975 року він видав тринадцятитомник Роберта Вальзера (видавництво «Helmut Kossodo Verlag»). 1973 року фундація Карла Зееліґа заснувала Архів Роберта Вальзера. Сьогодні Роберт Вальзер вважається одним з найважливіших прозаїків ХХ ст. Його творчість є предметом сотень літературознавчих досліджень: монографій і статей. Від 1997 року Товариство Роберта Вальзера у різних містах Європи щорічно проводить конференції, присвячені творчості письменника. За мотивами його творів створюються театральні постановки, музичні твори, фільми.

## Центр Роберта Вальзера
Від 2004 року Фундація Карла Зееліґа носить ім'я Роберта Вальзера (Robert-Walser-Stiftung-Bern), а від 2009 року знаходиться в Берні й забезпечує роботу Центру Роберта Вальзера (Robert Walser-Zentrum). Центр Роберта Вальзера під керівництвом Рето Зорґа займається дослідженням і популяризацією творчості письменника. Його складовими є літературне товариство, архів і бібліотека (Robert-Walser-Archiv/Katalog). В інституції працюють над так званим «бернським виданням» творів Вальзера. Воно розраховане на широке коло читачів й складатиметься з 30 томів. Перші три томи побачили світ 2018 року: це епістолярна спадщина Роберта Вальзера, яку впорядкували й видали Петер Штокер і Бернгард Ехте. Тритомник містить 764 листи Вальзера й 186 листів до нього  Бернське видання» має бути завершене 2028 року, проект здійснюється за кошти Фундації Роберта Вальзера. 

## Твори Роберта

### Основні видання творів в оригіналі
- Walser, Robert: Werke. Berner Ausgabe. Hg. v. Lucas Marco Gisi, Retro Sorg, Peter Stocker u. Peter Utz. Suhrkamp, Berlin seit 2018ff (=BA)

- Walser, Robert: Kritische Robert Walser-Ausgabe. Kritischer Ausgabe sämtlicher Drucke und Manuskripte. Hg. v. Wolfram Groddeck, Barbara von Reinblitz u.a. Stroemfeld, Schwabe, Basel, Frankfurt am Main 2008ff. (=KWA)
- Walser, Robert: Aus dem Bleistiftgebiet. Hg. v. Bernhard Echte u. Werner Morlang i.A des Robert Walser- Archivs der Carl Seelig-Stiftung, Zürich. Suhrkamp, Frankfurt am Main 1985-2000 (=AdB).
- Walser, Robert: Sämtliche Werke in Einzelausgaben. 20 Bde. Hg. v. Jochen Greven. Suhrkamp, Zürich,  Frankfurt  am Main 1985-1986 (=SW).
- Aus dem Bleistiftgebiet. Mikrogramme aus den Jahren 1924–1925. Prosa. Hg. v. Bernhard Echte u. Werner Morlang. Suhrkamp, 1985 (AdB; 1), ISBN 3-518-03234-8.
- Aus dem Bleistiftgebiet. Mikrogramme aus den Jahren 1924–1925. Gedichte und dramatische Szenen. Hg. v. Bernhard Echte u. Werner Morlang. Suhrkamp, 1985 (AdB; 2), ISBN 3-518-03234-8.
- Aus dem Bleistiftgebiet. ‚Räuber’-Roman, ‚Felix’-Szenen. Hg. v. Bernhard Echte u. Werner Morlang. Suhrkamp, 1986 (AdB; 3), ISBN 3-518-03085-X.
- Aus dem Bleistiftgebiet. Mikrogramme aus den Jahren 1926–1927. Hg. v. Bernhard Echte u. Werner Morlang. Suhrkamp, 1990 (AdB; 4), ISBN 3-518-40224-2.
- Aus dem Bleistiftgebiet. Mikrogramme aus den Jahren 1925–1933. Prosa. Hrsg. v. Bernhard Echte. Entzifferung in Zusammenarbeit mit Werner Morlang. Suhrkamp, 2000 (AdB; 5), ISBN 3-518-40851-8.
- Aus dem Bleistiftgebiet. Mikrogramme aus den Jahren 1925–1933. Gedichte und Dramatische Szenen. Hg. v. Bernhard Echte. Entzifferung in Zusammenarbeit mit Werner Morlang. Suhrkamp, 2000 (AdB; 6), ISBN 3-518-40851-8.

### Переклади українською
- Вальзер Роберт. Прогулянка / з німецької пер. Юрій Андрухович. — Ч.: Meridian Czernowitz, 2013. — 112 с.
- Вальзер Роберт. Розбійник: роман / з німецької пер. Олекса Логвиненко. — К.: Вид-во Жупанського, 2016. — 152 с.

## Деякі екранізації, вистави, документальні фільми
- Jakob von Gunten. Regie: Peter Lilienthal. BRD: ZDF 1971.
- Der Gehülfe. Regie: Thomas Koerfer. CH: Thomas Koerfer Film AG 1975
- Robert Walser. Regie: Hans Helmut Klaus Schoenherr. CH: Nemo, Schoenherr 1978.
- Der Vormund und sein Dichter. Regie: Percy Adlon. BRD: BR, Palemele Film 1978.
- Der Räuber https://vimeo.com/216198883
- All this can happen. Regie: Siobhan Davies, David Hinton. GB: Siobhan Davies Dance 2013.
- https://www.youtube.com/watch?v=twMopurvK8g
- Simon Tanner. Regie: Joel Jouanneau, FR, 1993
- https://www.tvspielfilm.de/kino/filmarchiv/film/simon-tanner,1335826,ApplicationMovie.html